# Jules George
Jules George (1903 - 1983) was een Belgische roeier.

## Loopbaan

### Roeien
George behaalde in 1921 samen met clubgenoot Lucien Brouha in de dubbeltwee een zilveren medaille op de Europese kampioenschappen roeien. Een jaar later behaalden ze brons. In 1922 en 1923 werden ze Belgisch kampioen op dit nummer.
In 1924 besloten ze samen met Marcel Roman en Victor Denis van de concurrerende Luikse club Royal Sport Nautique de Meuse een boot te vormen op het onderdeel vier met stuurman op de Belgische selectiewedstrijden voor de Olympische Spelen van 1924. Ze konden de selectie afdwingen, maar ze werden samen met stuurman Georges Anthony uitgeschakeld in de herkansing van de eerste ronde. Met dezelfde samenstelling namen ze dat jaar ook deel aan de Europese kampioenschappen in Zürich, waar ze een bronzen medaille haalden.
Na zijn actieve sportcarrière werd hij in 1938 voorzitter van de roeiclub Union Nautique de Liège in opvolging van Lucien Brouha.
In 1971 werd George, die beroepshalve een bedrijf in recuperatiematerialen had, voorzitter van Royal Football Club de Liège. Hij bleef dit tot zijn dood in 1983. Een van zijn laatste verwezenlijkingen was de aanstelling van trainer Robert Waseige. Het Stade Jules George werd naar hem vernoemd.

## Palmares

### dubbel twee
- 1921:  BK
- 1921:  EK in Amsterdam
- 1922:  BK
- 1922:  EK in Barcelona
- 1923:  BK

### vier met stuurman
- 1924: 4e in herkansing OS in Parijs
- 1924:  EK in Zürich